# Dunkerstövare
Dunkerstövare är en hundras från Norge. Den är en drivande hund som framförallt används vid jakt på hare men även  räv.

## Historia
Den har fått sitt namn efter löjtnanten Wilhelm Dunker som på 1820-talet ägde den stövare som räknas som rasens stamfar. Fram till 1902 räknades den som samma rastyp som hygenstövaren, som den exteriört är närmast identisk med. 1925 slogs raserna på nytt samman, kallade norsk harehund, men 1934 separerades raserna slutligen. Eftersom det genetiska urvalet tidvis varit litet, har rasen vid några tillfällen räddats genom inkorsning av andra stövare.

## Egenskaper
För att en dunkerstövare skall bli utställningschampion krävs att den har meriter från jaktprov för drivande hund.

## Utseende
Rasens stamfar, Dunkers utomordentliga harhund, var skimmelfärgad eller dropplad med vit regnbågshinna; han bar alltså på den merlegen som är särskiljande för rasen. Innan man förstod att två merlefärgade föräldradjur ger genetiska skador hos avkomman var varianten med rent svart sadel förbjuden 1912-1922.